# 索赛 (维埃纳省)
索赛（法語：Sossais，法語發音：[sɔsɛ]）是法国新阿基坦大区维埃纳省的一个市镇，位于该省北部，属于沙泰勒罗区。

## 地理
索赛（46°51'31"N, 0°23'9"E）面积12.04 平方千米，位于法国新阿基坦大区维埃纳省，该省份为法国中西部省份，北起曼恩-卢瓦尔省和安德尔-卢瓦尔省，西接德塞夫勒省，南至夏朗德省，东南接上维埃纳省，东临安德尔省。
与索赛接壤的市镇（或旧市镇、城区）包括：奥尔什、圣克里斯托夫、圣热内当比耶尔、圣热尔韦-莱特鲁瓦克洛谢、塞里尼、蒂雷。

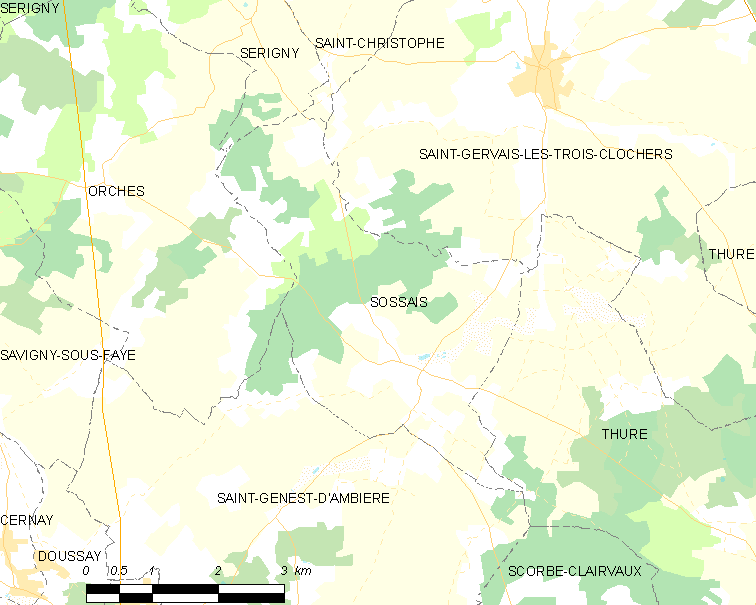
的OSM定位图

索赛的时区为UTC+01:00、UTC+02:00（夏令时）。

## 行政
索赛的邮政编码为86230，INSEE市镇编码为86265。

## 政治
索赛所属的省级选区为沙泰勒罗第二县。

## 人口

1962-2008年间人口变化图示

索赛于2022年1月1日时的人口数量为414人。